# الإكليل الشمالي (كوكبة)
كوكبة الإكليل الشمالي (بالإنجليزية: The Northen Crown)‏؛ (باللاتينية: Corona Borealis) .

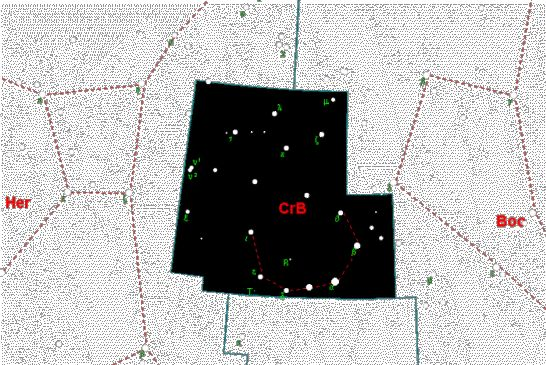
الصورة تمثل البرج النجمي: الإكليل الشمالي.

وهو من أبراج النصف الشمالي للكرة الأرضية[ ؟ ]. وهي مجموعة نجمية صغيرة تقع بين برجي: العواء والجاثي.
ويرى برج الإكليل الشمالي في فصلي الربيع والصيف.
من أهم التجمعات النجمية في برج الإكليل الشمالي: نجم سوبرنوفا أو T CrB؛ والذي يعرف أيضاً باسم: النجم المتوهج (بالإنجليزية: Blaze Star)‏.
أما أهم النجوم في البرج: ألفا الإكليل الشمالي، وبيتا الإكليل الشمالي.